# La Chasse aux sorcières (film)
Pour les articles homonymes, voir Chasse aux sorcières (homonymie) et Crucible.
Pour plus de détails, voir Fiche technique et Distribution.
La Chasse aux sorcières (The Crucible) est un film de procès américain réalisé par Nicholas Hytner sorti en 1996 d'après la pièce d'Arthur Miller, Les Sorcières de Salem paru en 1952.

## Synopsis

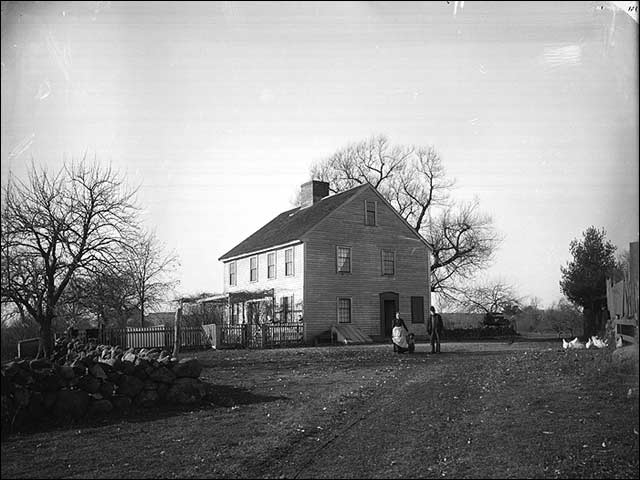
La maison des Putnam.

Salem, en 1692, aux aurores. Toutes les jeunes villageoises se réunissent dans les bois en compagnie de Tituba, une esclave noire venant de La Barbade. Tituba entame un rituel et les jeunes filles appellent le nom des hommes qu'elles désirent épouser. L'une d'entre elles, Abigail, au lieu d'appeler le nom de l'homme qu'elle aime, John Proctor, tue un poulet et en boit le sang en souhaitant la mort de la femme de John Proctor, Elisabeth Proctor. Les villageoises commencent à danser (une des jeunes filles se met même à courir nue) et se mettent à courir à travers bois. Soudain, elles se font surprendre par l'oncle d'Abigail, le révérend Parris qui s'avance vers elles. Alors que les jeunes filles s'enfuient en criant, la fille de Parris, Betty Parris, tombe inconsciente.
De retour à la maison Parris, Betty est toujours inconsciente. De même la fille de Thomas et Ann Putnam, Ruth, qui dansait également. Cette situation accable Mrs. Putnam alors qu'elle a déjà perdu de nombreux enfants emportés par des maladies infantiles. Les Parris et les Putnam reçoivent la visite de Giles Corey qui condamne le fait que sa femme lit constamment, de Rebecca Nurse qui pense que les enfants feignent leur inconscience et de John Proctor. Alors qu'ils sont seuls au dehors, John et Abigail surprennent une conversation parlant de sa relation avec John pendant qu'elle était à son service précédemment. Abigail aime toujours John mais lui se dit qu'il a fait une erreur et la quitte. Les Putnam et le révérend Parris pensent que Betty et Ruth sont possédées par le démon et font appel au révérend Hale. Il examine alors Betty puis réunit toutes les autres jeunes filles qui ont dansé. Pour se sauver du châtiment, Abigail déclare que Tituba était en relation avec le diable pendant le rituel. L'attention se tourne alors sur Tituba qui clame son innocence. Alors que personne ne la croit, Abigail « se confesse » puis elle et les autres jeunes filles, y compris Betty, se mettent à dénoncer des femmes qu'elles ont vues « avec le diable ». Bientôt, toutes sortes de gens, tels que de vieux ivrognes ou des personnes jugées extravagantes, sont accusées de sorcellerie. Parmi eux, Rebecca Nurse (accusée par les Putnam de meurtre surnaturel des bébés de Mrs Putnam), Martha Corey (pour malédiction sur un homme dont les porcs mouraient dès qu'il les avait achetés) et Elizabeth Proctor, la femme de John Proctor (accusée par Abigail de se servir d'une poupée vaudou afin de lui donner des violents maux d'estomac).
John, décidé à sauver son amour, affirme que sa servante, Mary Warren, une des jeunes filles « affectées », jure devant la cour que la sorcellerie était factice. Bien que Mary Warren soit effrayée par Abigail, elle finit par tomber d'accord. Lors du procès, Francis Nurse donne une liste de noms de personnes se portant garantes de Martha, Rebecca et Elizabeth. Les juges réagissent en ordonnant l'arrestation de toutes les personnes de la liste afin qu'elles puissent être questionnées. Giles Corey affirme que lorsque Ruth Putnam accusait Rebecca Nurse, on entendit Putnam raconter que sa fille lui avait obtenu un « joli lopin de terre » (la propriété de la famille Nurse convoitée par les Putnam). Cependant, Corey refuse de livrer le nom de la personne qui entendit cette conversation, à cause d'une arrestation certaine de celle-ci. Les juges ordonnent l'arrestation de Corey à cause de ce refus. Pendant ce temps, Mary Warren affirme qu'elle seule pensait avoir vu des esprits et que ses cris furent provoqués par la peur qu'elle éprouva lors du rituel. On dit à John qu'Elizabeth est enceinte et ne sera pas exécutée jusqu'à la naissance de son bébé mais il veut inculper les jeunes filles de faux témoignage.
Les autres jeunes filles sont rappelées et on leur demande si elles disent la vérité sur leur apparente sorcellerie. Abigail prétend que Mary les a ensorcelées à l'aide d'une brise glaciale et se met à prier pour que Dieu lui vienne en aide. Proctor, en colère, dit à la cour que Abigail est une traînée qui accuse Elizabeth pour se débarrasser d'elle et ainsi épouser Proctor. On appelle Elizabeth pour vérifier cette déclaration cependant, ne sachant pas ce qu'il vient de raconter, elle dit que cette histoire n'a jamais existé afin de protéger son nom. Le révérend Hale, qui croit maintenant que les jeunes filles mentent, tente de convaincre la cour qu'Abigail est fausse mais les jeunes filles prétendent que Mary Warren commence d'une manière surnaturelle à les attaquer sous la forme d'un oiseau jaune. Les jeunes filles sortent en courant de la salle de procès en direction d'un étang et sautent dedans pour échapper à cet « oiseau ».
Pour se disculper d'être une sorcière, Mary Warren accuse John de l'avoir forcée à chambouler la cour et libérer Elizabeth. John hurle de colère que « Dieu est mort » et est arrêté pour sorcellerie également. Le révérend Hale quitte brutalement la cour. John, Elizabeth, Martha et les autres sorciers accusés sont excommuniés et 17 d'entre eux sont pendus.
Le jour précédant la pendaison de John, Abigail tente de convaincre la cour que la femme de Hale est aussi une sorcière mais le stratagème se retourne contre elle car les juges pensent que la femme d'un révérend est trop bien pour être possédée par Satan. Abigail et une autre des jeunes filles volent l'argent du révérend Parris afin de prendre un bateau pour La Barbade, et Abigail supplie John de l'accompagner, lui racontant qu'elle n'a jamais rien souhaité de tel à son sujet. Il refuse, répliquant qu'ils se retrouveront en enfer.
La veille des pendaisons de John, Martha et Rebecca, Parris a peur que leur exécution cause des émeutes à Salem, car ces derniers sont des citoyens très respectés. Les juges refusent de reporter les exécutions mais permettent à John de voir Elizabeth, afin de savoir si elle pourrait faire en sorte que son mari se « confesse », comme ils l'ont fait pour Martha et Rebecca lors du procès. Martha et Rebecca refusent de se « maudire elles-mêmes », mais John lui est d'accord. Après avoir signé sa confession, il la reprend cependant, disant qu'ils n'en ont pas besoin du fait qu'ils l'ont vu signer et connaissent à présent sa confession. Les juges demandent que John soit pendu pour prouver son innocence et John arrache la confession d'un geste de colère, déterminé à garder la pureté de son nom. Il est emmené avec Martha et Rebecca afin d'être pendu, alors que Hale et Parris tentent de le faire changer d'avis. Les trois condamnés sont portés sur une plateforme que la foule observe et sont ensuite prêts à être pendus. Ils récitent leurs prières et le dernier, John, finit de dire sa prière mais n'est pas capable de dire « Amen », c'est alors que son cou se rompt sous le choc de la pendaison. Devenant un martyr pour l'espoir et la vérité dans un climat turbulent.

## Fiche technique
- Titre original : The Crucible
- Titre français : La Chasse aux sorcières
- Réalisation : Nicholas Hytner
- Scénario : Arthur Miller, d'après sa pièce Les Sorcières de Salem
- Musique : George Fenton
- Décors : Lilly Kilvert (en)
- Costumes : Bob Crowley
- Photographie : Andrew Dunn
- Montage : Tariq Anwar
- Production : Robert A. Miller et David V. Picker

- Société de production : 20th Century Fox
- Société de distribution : 20th Century Fox

- Pays :  États-Unis

- Langue : anglais
- Budget : 25 000 000 $

- Format : couleur (Technicolor) - 35 mm - 1,85:1 (Panavision) - son Dolby Digital
- Genre : drame historique
- Durée : 124 minutes
- Dates de sortie : 
  - États-Unis : 27 novembre 1996
  - Canada : 25 décembre 1996
  - France : 26 février 1997

## Distribution
- Daniel Day-Lewis (VF : Philippe Vincent) : John Proctor
- Winona Ryder (VF : Rafaèle Moutier) : Abigail Williams
- Paul Scofield (VF : Jean Lagache) : le juge Thomas Danforth
- Joan Allen (VF : Frédérique Tirmont) : Elizabeth Proctor
- Bruce Davison (VF : Jean-Pierre Leroux) : le révérend Parris
- Rob Campbell (VF : Éric Herson-Macarel: le révérend Hale
- Jeffrey Jones : Thomas Putnam
- Peter Vaughan (VF : Jacques Dynam) : Giles Corey
- Karron Graves (VF : Sauvane Delanoë) : Mary Warren
- Charlayne Woodard : Tituba
- Frances Conroy (VF : Anne Rochant) : Ann Putnam
- Elizabeth Lawrence : Rebecca Nurse
- George Gaynes (VF : Claude D'Yd) : le juge Samuel Sewall
- Mary Pat Gleason (VF : Liliane Gaudet) : Martha Corey
- Robert Breuler : le juge Hathorne
- Rachael Bella : Betty Parris
- Ashley Peldon : Ruth Putnam
- Tom McDermott : Francis Nurse
- John Griesemer : Ezekiel Cheever
- Michael Gaston : Marshal Herrick
- William Preston : George Jacobs
- Ruth Maleczech : Goody Osborne
- Sheila Pinkham : Goody Good
- Peter Maloney : Dr. Griggs
- Kali Rocha : Mercy Lewis
- Taylor Stanley : Joanna Preston
- Lian-Marie Holmes : Deliverance Fuller

Version française : Record Films ; direction artistique : Gérard Cohen ; adaptation française : Anne et Georges Dutter.

## Distinctions

### Récompenses
- BAFA 1997 : Meilleur acteur dans un second rôle pour Paul Scofield
- Critics Choice Awards 1997 : Meilleure actrice dans un second rôle pour Joan Allen
- Sony Ericsson Empire Awards 1998 : Meilleure actrice pour Joan Allen

### Nominations
- Art Directors Guild Awards 1997 : John Warnke et Lilly Kilvert (en)
- BAFA 1997 : Meilleur scénario adapté pour Arthur Miller
- Critics Choice Awards 1997 : Meilleur film
- Golden Globes 1997 :
  - Meilleur acteur dans un second rôle pour Paul Scofield
  - Meilleure actrice dans un second rôle pour Joan Allen
- Oscars 1997 :
  - Meilleure actrice dans un second rôle pour Joan Allen
  - Meilleur scénario adapté pour Arthur Miller
- Political Film Society Awards 1997 : Meilleur film dans la catégorie Droits humains
- Satellite Awards 1997 :
  - Meilleur scénario adapté pour Arthur Miller
  - Meilleur acteur dans un second rôle pour Paul Scofield
  - Meilleure actrice dans un second rôle pour Joan Allen
- Southeastern Film Critics Association Awards 1997 : Meilleure actrice dans un second rôle pour Joan Allen

## Autour du film
L'histoire est basée sur les événements entourant le procès en sorcellerie en 1692 à Salem, dans le Massachusetts. Miller décrit l'événement comme une allégorie du maccarthisme.